# 劫国
劫国，西域古国，西域三十六国之一。
位于新疆维吾尔自治区阜康市附近，鄯善国东北沙漠中。从事畜牧，汉朝时属于西域都护、西域长史，三国曹魏时附属于鄯善国。

## 外部連結
[在维基数据编辑]
 《欽定古今圖書集成·方輿彙編·邊裔典·劫國部》，出自陈梦雷《古今圖書集成》